# Diarthrodella orbiculata
Diarthrodella orbiculata är en kräftdjursart som beskrevs av Walter Klie 1949. Diarthrodella orbiculata ingår i släktet Diarthrodella och familjen Paramesochridae. Inga underarter finns listade i Catalogue of Life.